# Het meisje dat op het brood ging staan

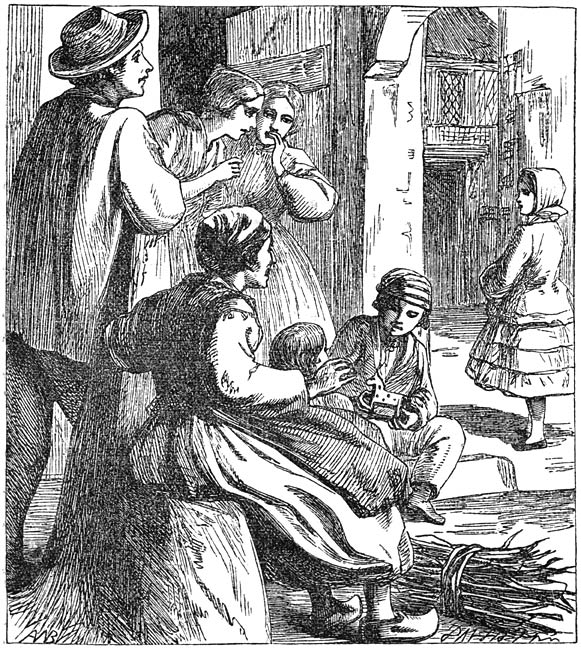
Het meisje dat op het brood ging staan

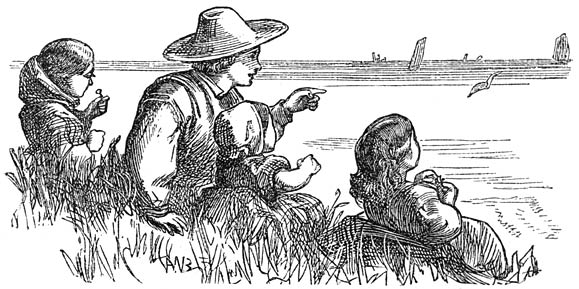
Kinderen zien een meeuw over het water vliegen

Het meisje dat op het brood ging staan is een sprookje van Hans Christian Andersen, het verscheen in 1859.

## Het verhaal
Inger heeft een slechte inborst en komt in dienst bij voorname mensen. Ze wordt behandeld als hun eigen kind en haar hoogmoed neemt toe. Inger schaamt zich dat haar moeder hout sprokkelt en ze gooit een brood op de drassige grond, zodat haar schoenen schoon blijven. Met brood en al zinkt ze weg en ze komt bij het moerasvrouwtje. De tante van de elfenmeisjes brouwt 's zomers dampen. Het moerasvrouwtje heeft bezoek van de duivel en zijn grootmoeder en Inger wordt meegegeven. Inger komt in de hel en zielen wachten tot de poort van genade geopend wordt. Inger staat als beeldje en is aan het brood vastgebonden. Inger heeft honger en ziet er vreselijk uit. Ze kan niet bij het brood onder haar voeten komen, haar rug en lichaam zijn als een stenen zuil. Er vallen tranen, ze branden en de pijn wordt erger. Ze hoort alles wat op aarde over haar wordt gezegd en hoort de spreuk hoogmoed komt voor de val. De meester en meesteres zeggen dat Inger een zondig kind was en er wordt een liedje over haar gemaakt. 
Inger is vol boosaardigheid en kinderen vertellen over haar geschiedenis. Een onschuldig meisje hoort het verhaal en begint te huilen. Dit treft Inger in haar hart, maar na jaren wordt er steeds minder over haar gesproken. Haar moeder sterft en haar naam wordt soms genoemd door haar oude meesteres. Inger ziet twee heldere sterren, het kleine meisje dat huilde is nu een oude vrouw. In het hemelrijk huilt ze om Inger en haar gebeden bereiken de ziel. Een straal helderder dan de zonnestraal die een sneeuwpop deed ontdooien, bereikt Inger. Haar versteende gestalte wordt nevel en een kleine vogel schiet als een bliksemstraal de lucht in. De vogel schaamt zich en zit schuw in een vervallen muur. Met kerst eet hij van een staak met ongedorste haver, die een boer heeft opgetuigd. Hij eet weinig als er met gulle hand brood wordt gegooid en laat veel voor anderen over. De vogel heeft in de loop van de winter zoveel broodkruimels verzameld en weggegeven, dat ze opwegen tegen het hele brood waar Inger op was gaan staan. De grauwe vleugels worden wit en kinderen zien een meeuw over het water vliegen. Het lijkt alsof de vogel recht de zon in vliegt.